# Aéroport de Jimma
L'aéroport de Jimma (code IATA : JIM • code OACI : HAJM), aussi appelé aéroport Aba Segud, dessert la ville de Jimma, en Éthiopie. Il est desservi par la compagnie Ethiopian Airlines, qui assure une liaison avec Addis-Abeba.
Construit en 1961, il a fait l'objet de travaux d'agrandissement importants entre 2009 et 2015. 

## Situation
| \| 100 km1:14 593 000 \| Jimma Diré Dawa Addis-Abeba Mekele Arba Minch Asosa Aksoum Dar Kombolcha Gambela Gode Gondar Humera Jijiga Kebri Dahar Lalibela Robe Semera Shire |
| 100 km1:14 593 000 |

## Compagnie aérienne et destinations
| Compagnies         | Destinations                 |
| ------------------ | ---------------------------- |
| Ethiopian Airlines | Addis-Abeba Bole, Dembidollo |

Edité le 17/11/2023